# Assembleia do Povo da Guiné
A Assembleia do Povo da Guiné (em francês: Rassemblement du peuple de Guinée – RPG) é um partido político da Guiné membro da Internacional Socialista. Ele é liderado por Alpha Condé.